# 杉本達夫
杉本 達夫（すぎもと たつお、1937年(昭和12年)1月17日 - ）は、日本の中国文学者、早稲田大学名誉教授。老舎を中心に、近現代中国文学を翻訳紹介した。

## 人物
1937年、京都府与謝郡生まれ。1959年、大阪外国語大学中国語科を卒業。卒業後は東京都立大学大学院人文科学研究科に進む。1962年、東京都立大学大学院博士課程を中退し、同助手に採用された。1971年、早稲田大学文学部専任講師となった。1975年に助教授、1980年に教授。1992年から1994年には、第二文学部長をつとめた。2006年に早稲田大学を退職、名誉教授となった。

## 家族・親族
- 夫人は須田禎一の長女真理子。

## 著書
- 『日中戦期 老舎と文藝界統一戦線 大後方の政治の渦の中の非政治』東方書店、2004
- 『句集上海 随想大陸の追憶』同学社、2006
- 句文集『野路ゆるやかに』好文出版、2014

### 共編
- 『デイリーコンサイス中日辞典』牧田英二、古屋昭弘共編 三省堂、1998
- 『デイリーコンサイス中日・日中辞典』牧田英二、古屋昭弘共編 三省堂、1999
- 『デイリーコンサイス日中辞典』牧田英二、古屋昭弘共編 三省堂、2005
- 『クラウン日中辞典』牧田英二共編 三省堂、2010

### 翻訳
- 『中国現代文学選集 第18 (記録文学集 第4)』「緑樹は生い繁る」平凡社、1962
- 『中国の思想 第4　荀子』経営思潮研究会、1964 のち徳間書店
- 『毛沢東の考え方』西野広祥共編訳 徳間書店、1966
- 『世界文学全集 カラー版 第35巻 魯迅 老舎』市川宏共訳 河出書房新社、1969
  - 『世界文学全集 45 老舎 茅盾』学習研究社、1978。各・老舎「駱駝祥子」
- 司馬遷『史記 1　覇者の条件』市川宏共訳 徳間書店 1972 のち文庫
- 『水滸伝』中村愿共訳 さ・え・ら書房、1977 中国の古典文学
- 鄧雲郷『北京の風物 民国初期』井口晃共訳　東方書店、1986
- 『現代中国文学選集 2　古華 芙蓉鎮』和田武司共訳 徳間書店、1987
- 朱暁平『縛られた村』早稲田大学出版部、1994 新しい中国文学

## 参考
- セブンネット[リンク切れ]